# Villerest
Villerest är en kommun i departementet Loire i regionen Auvergne-Rhône-Alpes i centrala Frankrike. Kommunen ligger i kantonen Roanne-Sud som tillhör arrondissementet Roanne. År 2022 hade Villerest 5 175 invånare.

## Befolkningsutveckling
Antalet invånare i kommunen Villerest
| Referens: INSEE |